# Rafael Cruz-Conde Fustegueras
Rafael Cruz-Conde Fustegueras (Córdoba, 10 de enero de 1880 - Córdoba, 27 de febrero de 1978) fue un empresario y político español. Alcalde de la capital cordobesa, también fue empresario y presidente de la Diputación Provincial de Córdoba.

## Biografía
Rafael Cruz-Conde nació en Córdoba el 10 de enero de 1880, en el seno de una familia de empresarios y políticos.
Hijo del propietario Antonio Cruz Fustegueras y de María Conde y Luque, hermana del jurisconsulto Rafael Conde y Luque, fue militar de carrera. Con apenas 22 años, fundó las Bodegas Cruz Conde de Montilla, en el año 1902. Más tarde creó las Bodegas Montialbero. Casado con Ángela Conde Marín, tuvo ocho hijos: Alfonso, Antonio, Ángela, Carmen, María, Mercedes y María de la Soledad. Ingresó en el Ejército de Tierra, donde alcanzaría el rango de comandante. Fue Hermano Mayor de la Hermandad de los Santos Mártires de Córdoba.
Durante la dictadura de Primo de Rivera el periódico  cordobés La Voz pasó a ser propiedad de la familia, convirtiéndose en órgano oficial del régimen en Córdoba. En esta época la familia estuvo muy ligada a la dictadura primorriverista.
En 1927 fue nombrado alcalde de Córdoba, un año después de que lo hubiera dejado su hermano José, que pasó a ser responsable de la Exposición Iberoamericana de Sevilla de 1929. Rafael Cruz-Conde se ocupó del Consistorio local hasta 1929, momento en el que fue nombrado presidente de la Diputación Provincial de Córdoba. Sustituyó en la alcaldía a Francisco Santolalla Natera. Posteriormente Rafael Cruz-Conde ocupó la presidencia de la Diputación provincial de Córdoba por un breve período, apenas seis meses (desde el 19 de agosto de 1929 al 14 de febrero de 1930).
Murió en Córdoba el 27 de febrero de 1978, a los 98 años de edad.

## Distinciones
- Caballero de la Gran Cruz de la Orden del Mérito Civil (1957).
- Hijo Adoptivo de Montilla.